# اچ‌دی ۳۴۷۹۰
اچ‌دی ۳۴۷۹۰ یک ستاره است که در صورت فلکی ارابه‌ران قرار دارد.